# Брюссельський трамвай
Брюссельський трамвай (фр. Tramway de Bruxelles, нід. Brusselse tram) — один з видів громадського транспорту столиці Бельгії міста Брюсселя. Експлуатується міською організацією STIB/MIVB.

## Історія та опис
Конка (перша в Бельгії) з'явилася в Брюсселі в 1869 році. 1877 року в місті почали використовувати парові трамваї, а в 1894 році в Брюсселі почав діяти електричний трамвай (також перший у Бельгії).
Брюссель має розгалужену трамвайну мережу — станом на кінець 2007 року в місті діяло 18 маршрутів. У 2006—09 роках здійснювалась програма реорганізації мережі, в ході якої змін зазнали траси деяких маршрутів, з'явилися нові маршрути, водночас закрилися декотрі старі (однак про фізичне зняття трамвайних ліній мова не йшлася). Таким чином із завершенням цих робіт станом на весну 2009 року електротранспортна мережа Брюсселя складається з 6 ліній (4 лінії метро і 2 трамвайні лінії):

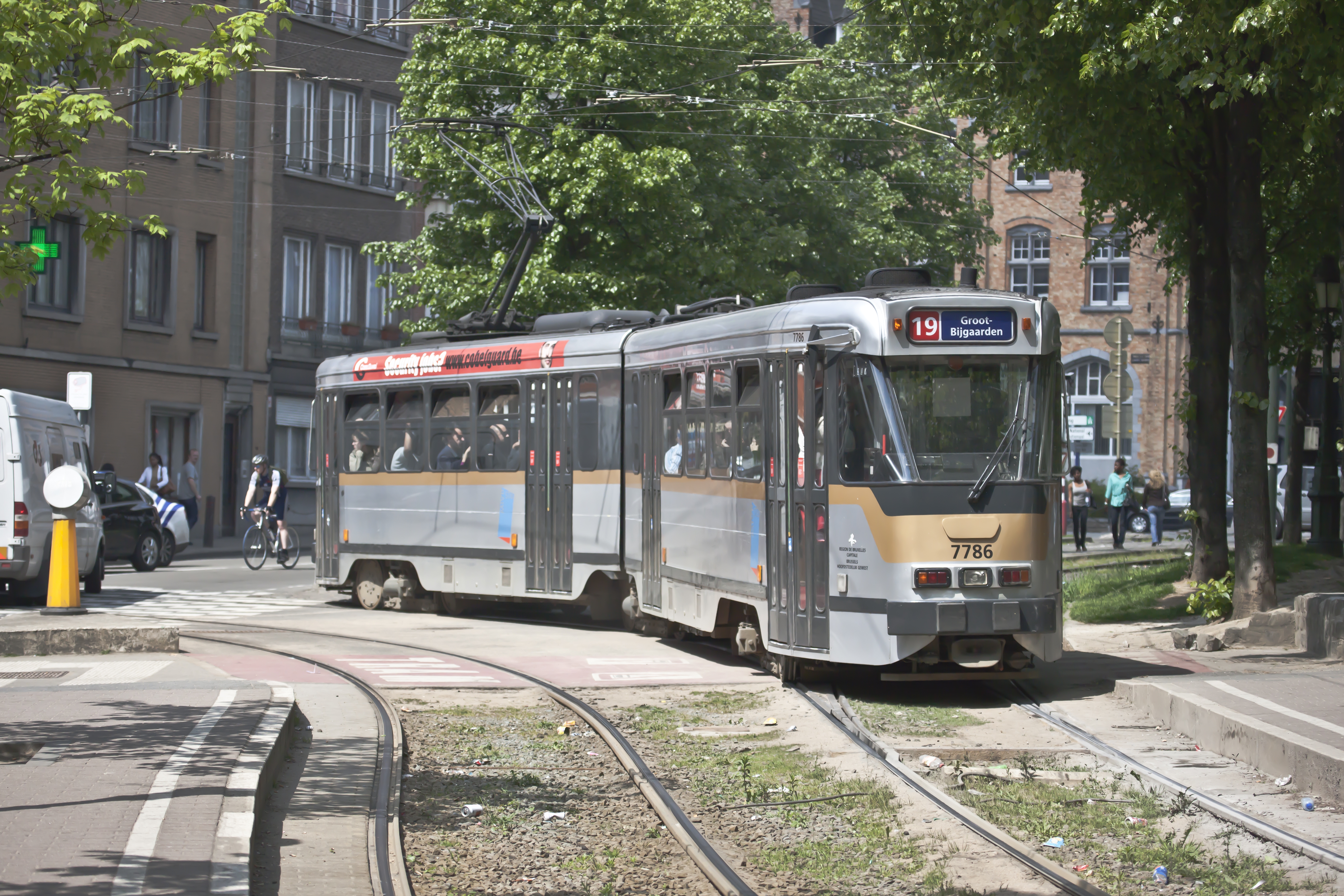
Брюссельський трамвай № 19

- 1 (метро): Stockel - Gare de l’Ouest;
- 2 (метро): Simonis - Petite Ceinture - Simonis;
- 3 (трамвай): Gare du Nord - Vanderkindere - Churchill;
- 4 (трамвай): Esplanade - Gare du Nord - Vanderkindere - parking Stalle;
- 5 (метро): Herrmann-Debroux - Erasme;
- 6 (метро): Simonis - Petite Ceinture - Simonis - Roi Baudouin.

Трамвайні лінії Брюсселя мають різний характер: у місті є суміщені траси, траси на виділених смугах, і підземні трамвайні траси. Брюссельський трамвай — єдина трамвайна система Бельгії, що має стандартну ширину колії (1435 мм).

## Маршрути
Наприкінці 2000-х років у Брюсселі діють 19 трамвайних маршрутів:
- № 3 — Esplanade ↔ Churchill;
- № 4 — Gare du Nord ↔ Stalle;
- № 19 — De Wand ↔ Groot-Bijgaarden;
- № 23 — Vanderkindere ↔ Heysel;
- № 24 — Vanderkindere ↔ Schaerbeek;
- № 25 — Boondael Gare ↔ Rogier;
- № 31 — Gare du Nord ↔ Marius Renard;
- № 32 — Gare du Nord ↔ Drogenbos Château;
- № 33 — Bordet Station ↔ Stalle P;
- № 39 — Montgomery ↔ Ban Eik;
- № 44 — Montgomery ↔ Tervuren Station;
- № 51 — Heysel ↔ Porte de Ninove ↔ Gare du Midi ↔ Van Haelen;
- № 55 — Bordet Station ↔ Rogier;
- № 81 — Montgomery ↔ Marius Renard;
- № 82 — Berchem Station ↔ Drogenbos Château;
- № 83 — Berchem Station ↔ Montgomery;
- № 92 — Schaerbeek Gare ↔ Fort-Jaco;
- № 94 — Stade ↔ Legrand ↔ Herrmann-Debroux;
- № 97 — Louise ↔ Barrière ↔ Dieweg.

## Рухомий склад

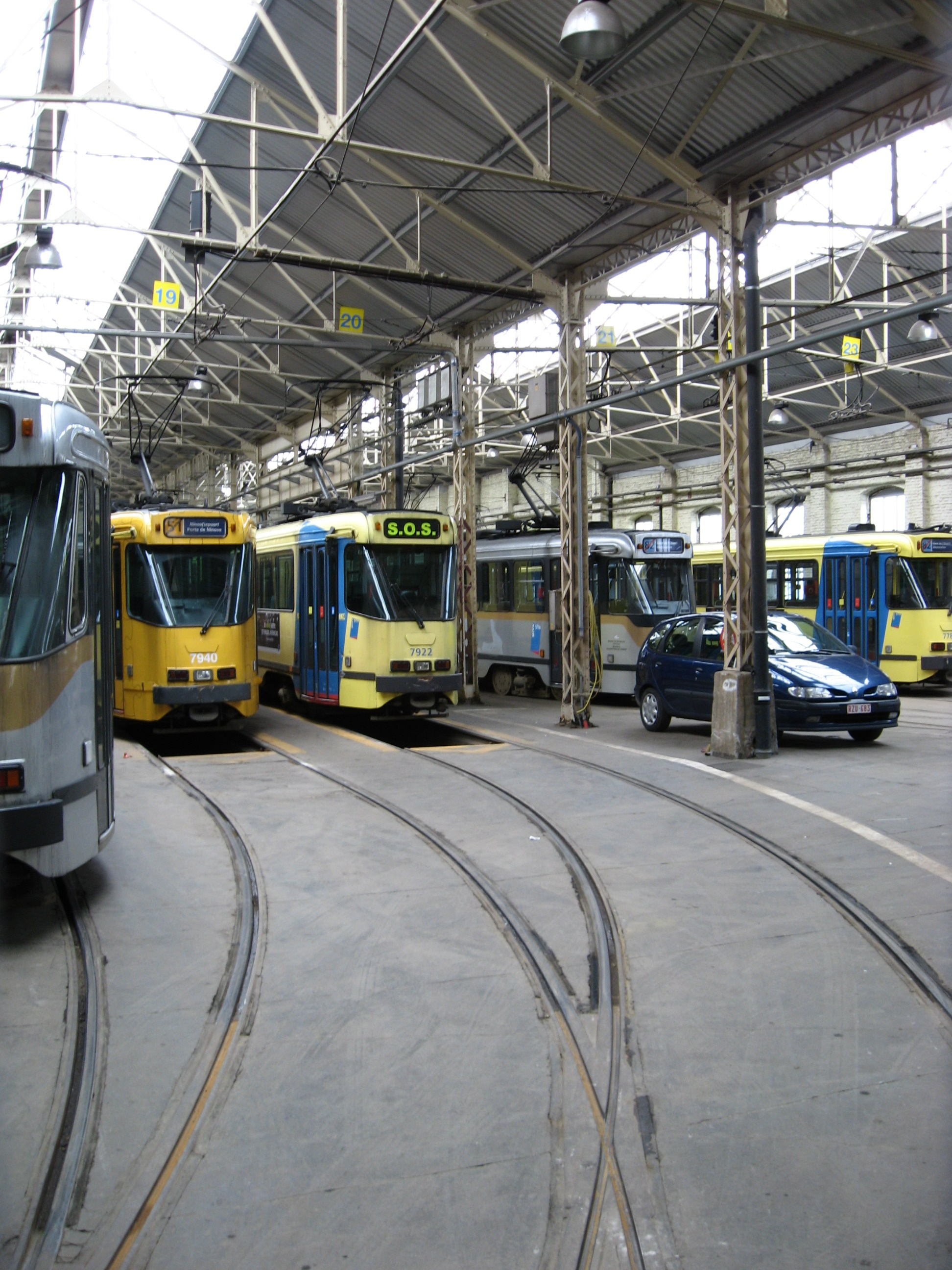
У депо Molenbeek

Станом на липень 2010 року в Брюсселі використовуються такі моделі трамваїв:
| Модель           | Депо                 | Кількість, шт. |
| ---------------- | -------------------- | -------------- |
| PCC 7700/7800    | всі                  | 128            |
| PCC 7900         |                      | 61             |
| Bombardier T2000 | Ixelles, Schaerbeek/ | 51             |
| Bombardier T3000 |                      | 151            |
| Bombardier T4000 |                      | 35             |
| загалом          |                      | 326            |